# Lissonota distincta
Lissonota distincta är en stekelart som beskrevs av Bridgman 1889. Lissonota distincta ingår i släktet Lissonota och familjen brokparasitsteklar. Inga underarter finns listade i Catalogue of Life.